# Oliver Konsa
Oliver Konsa (Tartu, 4 marzo 1985) è un ex calciatore estone, di ruolo attaccante.

## Biografia
Nel novembre 2012 è stato arrestato per sospetto traffico di droga ed è stato sospeso a tempo indeterminato dal suo ultimo club di appartenenza, il Nomme Kalju.